# FIFA Ballon d'or 2012
Navigation
Édition précédente Édition suivante

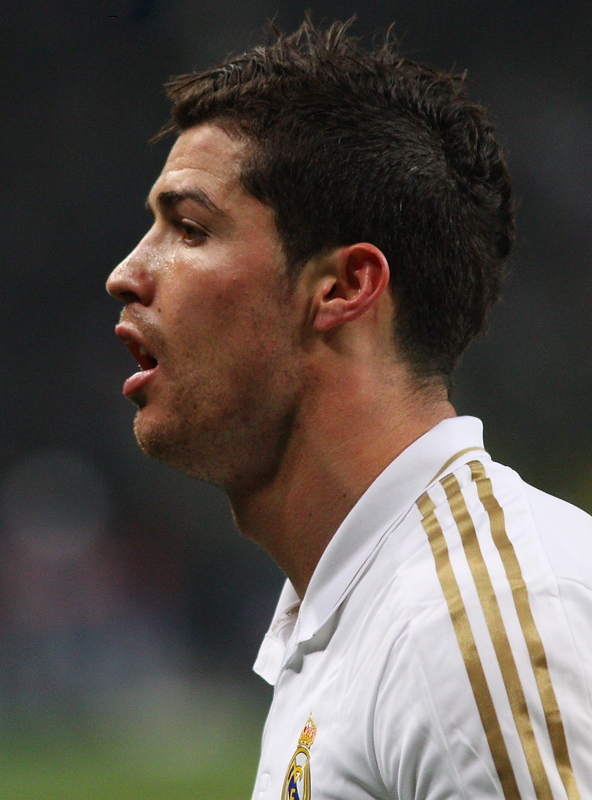
Pour la quatrième fois de sa carrière, Cristiano Ronaldo finit deuxième au classement.

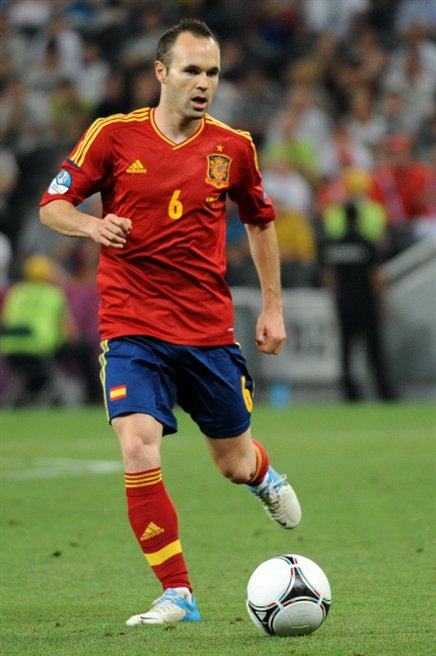
Andrés Iniesta, meilleur joueur de l'Euro 2012, complète le podium.

Le FIFA Ballon d'or 2012 est un trophée récompensant le meilleur footballeur du monde au cours de l'année civile 2012. C'est la 57e remise du trophée du Ballon d'or depuis 1956.
Les noms des 23 nommés sont annoncés le 29 octobre 2012. Les trois finalistes sont annoncés le 29 novembre.
Le vainqueur est déclaré  le 7 janvier 2013 à Zurich en la personne de Lionel Messi. Auteur de 91 buts en 69 matchs (record de buts sur une année civile, dépassant ainsi le total établi par Gerd Müller en 1972), Messi remporte pour une quatrième fois consécutive le trophée qui lui est remis ce soir-là par le Ballon d'or 2006 Fabio Cannavaro. Il devient ainsi recordman de victoires dans ce trophée, dépassant Michel Platini et devenant le tout premier joueur à remporter le Ballon d'or pour une quatrième fois consécutive.

## Football masculin
En qualité de capitaine de l'équipe d'Argentine, Lionel Messi peut prendre part au vote. Il considère  Cristiano Ronaldo comme le meilleur joueur du monde de l'année 2012 mais a voté pour ses partenaires Xavi, Andrés Iniesta et Sergio Agüero. De son côté, Cristiano Ronaldo (capitaine de la sélection portugaise) n'a pas pu voter, étant blessé lors du vote, cette tâche a été confiée par la fédération portugaise à Bruno Alves.
Alors que l'an passé, il y avait peu de suspense sur le nom du gagnant tant Lionel Messi avait dominé l'année que ce soit individuellement ou collectivement, cette édition du Ballon d'or s'annonce beaucoup plus serrée que la précédente.
Vainqueur de l'Euro 2012, la sélection espagnole place de nombreux joueurs comme candidats à la victoire finale avec Andrés Iniesta, meilleur joueur de l'Euro, Xavi ou encore Iker Casillas, aussi vainqueur de la Liga cette année-là.
Cristiano Ronaldo fait aussi office de candidat sérieux à la victoire finale, ayant été demi-finaliste de l'Euro et, comme Casillas, vainqueur de la Liga en ayant mis fin à la domination barcelonaise au niveau national. Il est, en plus de cela, auteur de 63 buts en 72 matchs joués toutes compétitions confondues, deuxième meilleur total parmi les joueurs.
Néanmoins, Lionel Messi remporte son quatrième Ballon d'Or d'affilée avec 41,60 % des voix et devient le plus grand vainqueur du trophée, à seulement 25 ans. Malgré une seule Coupe du Roi comme trophée remporté, La Pulga aura éclaboussé l'année par ses statistiques et son impact avec le Barça et l'Albiceleste en ayant marqué 91 buts et délivré 22 passes décisives en 69 matchs joués. Il devient le meilleur buteur de l'histoire sur une année civile en dépassant le record de Gerd Müller (85 buts) établi en 1972. Sa deuxième partie d'année monstrueuse et sa domination statistique auront été les arguments qui ont poussé les votants à l'élire assez largement devant les autres candidats.

### FIFA Ballon d'or
Finalistes :
| Rang | Nom               | Club         | Sélection nationale | Pourcentage |
| ---- | ----------------- | ------------ | ------------------- | ----------- |
| 1    | Lionel Messi      | FC Barcelone | Argentine           | 41,60 %     |
| 2    | Cristiano Ronaldo | Real Madrid  | Portugal            | 23,68 %     |
| 3    | Andrés Iniesta    | FC Barcelone | Espagne             | 10,91 %     |

Nommés :
| Rang | Nom                | Club                         | Sélection nationale | Pourcentage |
| ---- | ------------------ | ---------------------------- | ------------------- | ----------- |
| 4    | Xavi               | FC Barcelone                 | Espagne             | 4,08 %      |
| 5    | Radamel Falcao     | Atlético Madrid              | Colombie            | 3,67 %      |
| 6    | Iker Casillas      | Real Madrid                  | Espagne             | 3,18 %      |
| 7    | Andrea Pirlo       | Juventus                     | Italie              | 2,66 %      |
| 8    | Didier Drogba      | Chelsea Galatasaray SK       | Côte d'Ivoire       | 2,60 %      |
| 9    | Robin van Persie   | Arsenal Manchester United    | Pays-Bas            | 1,45 %      |
| 10   | Zlatan Ibrahimović | AC Milan Paris Saint-Germain | Suède               | 1,24 %      |
| 11   | Xabi Alonso        | Real Madrid                  | Espagne             | 1,09 %      |
| 12   | Yaya Touré         | Manchester City              | Côte d'Ivoire       | 0,76 %      |
| 13   | Neymar             | Santos FC                    | Brésil              | 0,61 %      |
| 14   | Mesut Özil         | Real Madrid                  | Allemagne           | 0,41 %      |
| 15   | Wayne Rooney       | Manchester United            | Angleterre          | 0,39 %      |
| 16   | Gianluigi Buffon   | Juventus                     | Italie              | 0,35 %      |
| 17   | Sergio Agüero      | Manchester City              | Argentine           | 0,30 %      |
| 18   | Sergio Ramos       | Real Madrid                  | Espagne             | 0,22 %      |
| 19   | Manuel Neuer       | Bayern Munich                | Allemagne           | 0,21 %      |
| 20   | Sergio Busquets    | FC Barcelone                 | Espagne             | 0,20 %      |
| 21   | Gerard Piqué       | FC Barcelone                 | Espagne             | 0,11 %      |
| 21   | Karim Benzema      | Real Madrid                  | France              | 0,11 %      |
| 23   | Mario Balotelli    | Manchester City              | Italie              | 0,07 %      |

### Entraîneur de l’année FIFA pour le football masculin

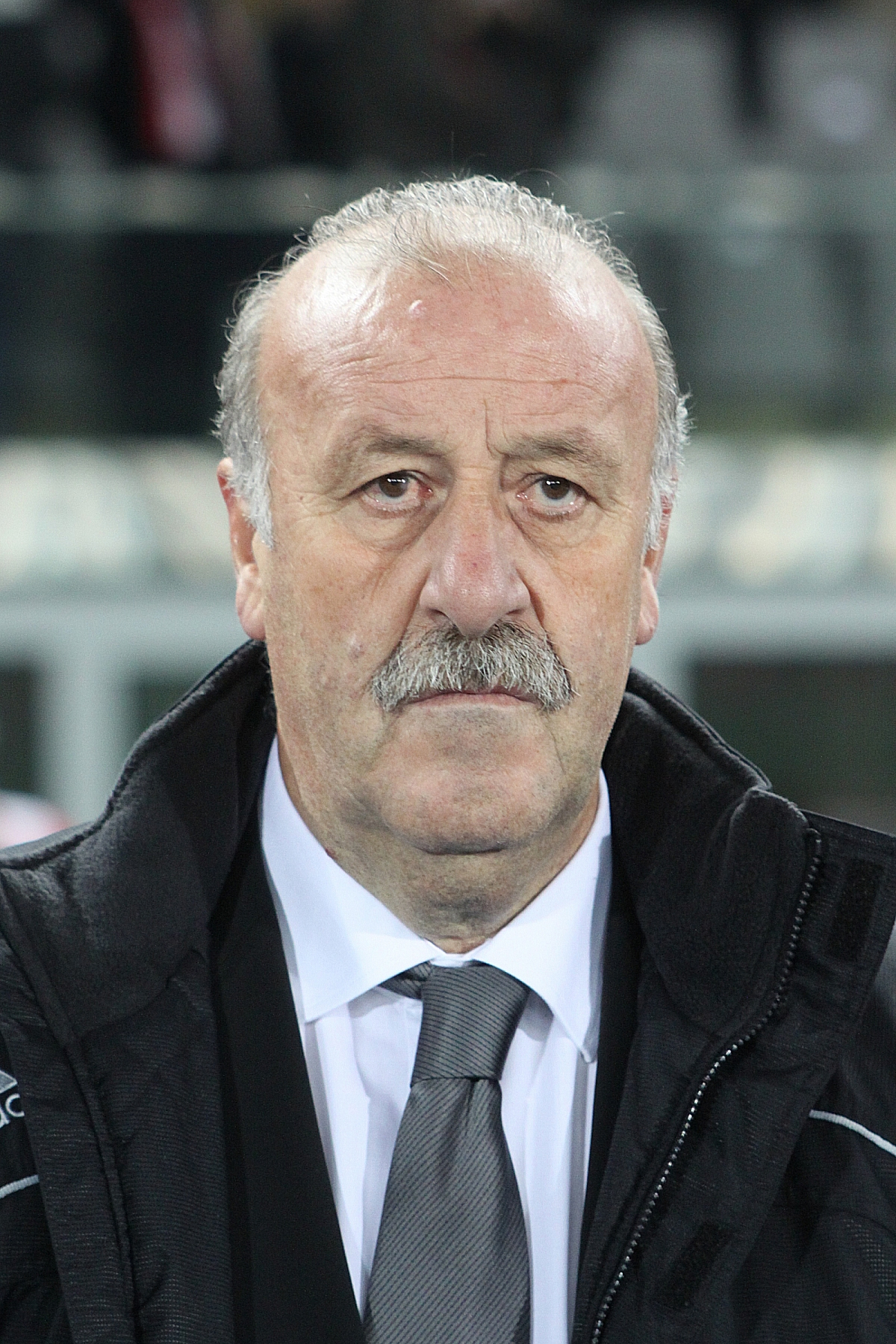
Vicente del Bosque remporte le titre de meilleur entraîneur grâce à un Euro 2012 victorieux

Finalistes :
| Rang | Entraîneur         | Club/Sélection               | Pourcentage |
| ---- | ------------------ | ---------------------------- | ----------- |
| 1    | Vicente del Bosque | Espagne                      | 34,51 %     |
| 2    | José Mourinho      | Real Madrid                  | 20,49 %     |
| 3    | Pep Guardiola      | FC Barcelone (ex-entraîneur) | 12,91 %     |

Nommés par ordre alphabétique :
| Rang | Entraîneur        | Club/Sélection          | Pourcentage |
| ---- | ----------------- | ----------------------- | ----------- |
| 0    |                   |                         |             |
| 0    | Roberto Di Matteo | Chelsea (ex-entraîneur) |             |
| 0    | Alex Ferguson     | Manchester United       |             |
| 0    | Jupp Heynckes     | Bayern Munich           |             |
| 0    | Jürgen Klopp      | Borussia Dortmund       |             |
| 0    | Joachim Löw       | Allemagne               |             |
| 0    | Roberto Mancini   | Manchester City         |             |
| 0    | Cesare Prandelli  | Italie                  |             |

## Football féminin

### Joueuse mondiale de la FIFA
Finalistes :
| Rang | Nom          | Club             | Sélection nationale | Pourcentage |
| ---- | ------------ | ---------------- | ------------------- | ----------- |
| 1    | Abby Wambach | Pas de club      | États-Unis          | 20,67 %     |
| 2    | Marta        | Tyresö FF        | Brésil              | 13,50 %     |
| 3    | Alex Morgan  | Seattle Sounders | États-Unis          | 10,87 %     |

Nommées par ordre alphabétique :
| Rang | Nom,               | Club                           | Sélection nationale | Pourcentage |
| ---- | ------------------ | ------------------------------ | ------------------- | ----------- |
| 0    | Camille Abily      | Olympique lyonnais (féminines) | France              |             |
| 0    | Miho Fukumoto      | Okayama Yunogo Belle           | Japon               |             |
| 0    | Carli Lloyd        | Pas de club                    | États-Unis          |             |
| 0    | Aya Miyama         | Yunogo Belle                   | Japon               |             |
| 0    | Megan Rapinoe      | Olympique lyonnais             | États-Unis          |             |
| 0    | Homare Sawa        | INAC Leonessa                  | Japon               |             |
| 0    | Christine Sinclair | Pas de club                    | Canada              |             |

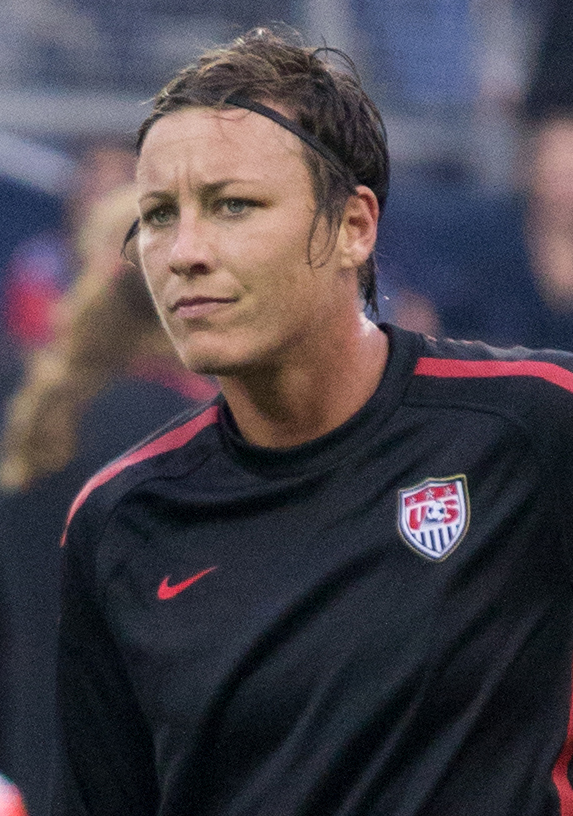
Abby Wambach, lauréate du trophée succède à Homare Sawa

Certaines joueuses, notamment celles évoluant, dans le championnat américain ne possède pas de club du fait du blocage du championnat féminin américain.

### Entraîneur de l’année FIFA pour le football féminin
Finalistes :
| Rang | Entraîneur   | Club/Sélection | Pourcentage |
| ---- | ------------ | -------------- | ----------- |
| 1    | Pia Sundhage | États-Unis     | 28,59 %     |
| 2    | Norio Sasaki | Japon          | 23,83 %     |
| 3    | Bruno Bini   | France         | 9,02 %      |

Nommés par ordre alphabétique :
| Rang | Entraîneur      | Club/Sélection      | Pourcentage |
| ---- | --------------- | ------------------- | ----------- |
| 0    | John Herdman    | Canada              |             |
| 0    | Patrice Lair    | Olympique lyonnais  |             |
| 0    | Maren Meinert   | Allemagne - 17 ans  |             |
| 0    | Silvia Neid     | Allemagne           |             |
| 0    | Hope Powell     | Angleterre          |             |
| 0    | Steve Swanson   | États-Unis - 17 ans |             |
| 0    | Hiroshi Yoshida | Japon - 17 ans      |             |

### FIFA Puskás Award
Ce trophée récompense le plus beau but de l'année.
Finalistes :
| Rang | Joueur         | Nat.      | Club/Sélection  | Adversaire      | Pourcentage |
| ---- | -------------- | --------- | --------------- | --------------- | ----------- |
| 1    | Miroslav Stoch | Slovaquie | Fenerbahçe      | Gençlerbirliği  | Vainqueur   |
| 2    | Radamel Falcao | Colombie  | Atlético Madrid | América de Cali |             |
| 3    | Neymar         | Brésil    | Santos FC       | Internacional   |             |

Nommés par ordre alphabétique :
| Joueur                 | Nat.      | Club/Sélection         | Adversaire       | Pourcentage |
| ---------------------- | --------- | ---------------------- | ---------------- | ----------- |
| Emmanuel Agyemang-Badu | Ghana     | Ghana                  | Guinée           |             |
| Hatem Ben Arfa         | France    | Newcastle              | Blackburn Rovers |             |
| Eric Hassli            | France    | Whitecaps de Vancouver | Toronto FC       |             |
| Olivia Jimenez         | Mexique   | Mexique                | Suisse           |             |
| Gastón Mealla          | Bolivie   | Nacional Potosí        | The Strongest    |             |
| Lionel Messi           | Argentine | Argentine              | Brésil           |             |
| Moussa Sow             | Sénégal   | Fenerbahçe             | Galatasaray      |             |

### FIFA/FIFPro World XI
Le FIFA/FIFPro World XI est une sélection annuelle des meilleurs joueurs de football organisée par la FIFPro et la Fédération internationale de football association (FIFA).
| Poste             | Joueur            | Nat.      | Club            |
| ----------------- | ----------------- | --------- | --------------- |
| Gardien de but    | Iker Casillas     | Espagne   | Real Madrid     |
| Défenseur         | Dani Alves        | Brésil    | FC Barcelone    |
| Défenseur         | Sergio Ramos      | Espagne   | Real Madrid     |
| Défenseur         | Gerard Piqué      | Espagne   | FC Barcelone    |
| Défenseur         | Marcelo           | Brésil    | Real Madrid     |
| Milieu de terrain | Xabi Alonso       | Espagne   | Real Madrid     |
| Milieu de terrain | Xavi              | Espagne   | FC Barcelone    |
| Milieu de terrain | Andrés Iniesta    | Espagne   | FC Barcelone    |
| Attaquant         | Cristiano Ronaldo | Portugal  | Real Madrid     |
| Attaquant         | Radamel Falcao    | Colombie  | Atlético Madrid |
| Attaquant         | Lionel Messi      | Argentine | FC Barcelone    |

Cette équipe type est composée seulement de joueurs évoluant en Liga. En effet, cinq joueurs évoluent au Real Madrid, cinq au FC Barcelone, et un à l'Atletico Madrid.